# رفوزه
رفوزه به معنای ناکامیابی و مردودی در امتحان است. این واژه در زمره وام‌واژه‌های فرانسوی در فارسی (به فرانسوی: Refusé) است. در زبان فرانسه امروز این کلمه به معنای باد مخالف در کشتیرانی است.